# Contesto (linguistica)
In linguistica, il termine contesto ha diversi significati:
- È l'insieme degli elementi (presenti o sottintesi) di un testo (scritto o orale), messi in correlazione fra loro. In tal senso, il contesto è detto "cotesto".
- Il contesto può anche essere considerato come lo sfondo extralinguistico cui il testo fa riferimento.

Ludwig Wittgenstein sostenne che il contesto è indispensabile per capire il significato di una parola, che il significato di una parola o di un concetto dipende dal suo contesto. In base a ciò, Wittgenstein ribadì la strumentalità della parola affermando che il senso è l'uso. Wittgenstein sosteneva che la lingua è formata da quanti la parlano, dalle parole utilizzate quotidianamente, e un buon vocabolario dovrebbe attribuire alle parole un senso che deriva dal loro uso comune.
Il contesto è studiato dalla linguistica pragmatica, che si occupa, più specificamente, del modo in cui il contesto influisce sull'interpretazione dei significati. In questo caso, il termine contesto è sinonimo della parola "situazione", in quanto potrebbe riferirsi a qualsiasi fattore extralinguistico (sociale, ambientale e psicologico).